# Personaj feminin (Velázquez)
Personaj feminin este o pictură în ulei realizată de Diego Velázquez în 1648, probabil neterminată. Deși identitatea femeii este necunoscută, de obicei, se crede că este o sibilă, pe baza asemănării sale cu Sibila (portretul Juanei Pacheco?) din 1631-1632. Ambele arată profilul unor femeilor pe jumătatea lungimii, ținând o tabletă de lemn. Anul 1648 este dat pe baza asemănărilor sale stilistice cu pictura artistului Venus privindu-se în oglindă. Ambele lucrări împărtășesc maniera evocatoare, liberă și fluidă a penelului, în general acceptat ca fiind influențate de expunerea lui Velázquez la Tițian în timpul vizitelor sale din 1629-30 și 1649-51 în Italia. Personajul feminin se remarcă pentru „eleganța restrânsă, armoniile de culoare dezactivate și poezia evocatoare a buzelor despărțite ale personajului și a profilului pierdut”.
În tradiția creștină medievală, sibilele au devenit profeții care avertizau romanii păgâni despre venirea lui Hristos. Sibilele erau adesea, ca și aici, înfățișate cu tablete (sau cu cărți deschise), deși erau de obicei înfățișate în Renașterea târzie și în arta barocă în rochii somptuoase. În schimb, această femeie are părul ciufulit, cu șuvițe desfăcute pe gât și cu partea de sus a spatelui expus, fiind îmbrăcată în haine relativ simple. Contra acestei interpretări, s-a susținut că ea este înfățișată într-o manieră neobișnuit de spontană pentru perioada respectivă, fiind surprinsă ca atunci când spune profeția. Pielea ei este redată în tonuri de alb perlat, buzele ei sunt despărțite ca și cum ar fi pe cale să vorbească în timp ce degetul se sprijină pe tableta aparent goală (tabula rasa). Istoricul de artă Simona Di Nepi, a remarcat, printre altele, obiceiul lui Velázquez de a folosi modele cu aspect excepțional, care să pozeze pentru subiectul clasic și să-i prezinte trăsăturile într-un mod realist, neidealizat.
Câțiva istorici de artă au avut îndoieli cu privire la identificarea personajului ca fiind o sibilă, văzând în schimb o femeie ca o personificare a picturii, remarcând asemănarea cu Las Hilanderas a lui Velázquez. S-a sugerat că Velázquez a folosit același model pentru ambele lucrări, deși alții au îndoieli în această privință, motivând că poziția lui Arachne înseamnă că fața ei este ascunsă privitorului. Alte argumente împotriva personificării tabloului includ omiterea fie a unui șevalet sau a unei pensule. Alte sugestii o indică pe Clio, muza istoriei, sau pe pictorița Flaminia Triunfi, pe care Velázquez a cunoscut-o în Italia.

## Galerie

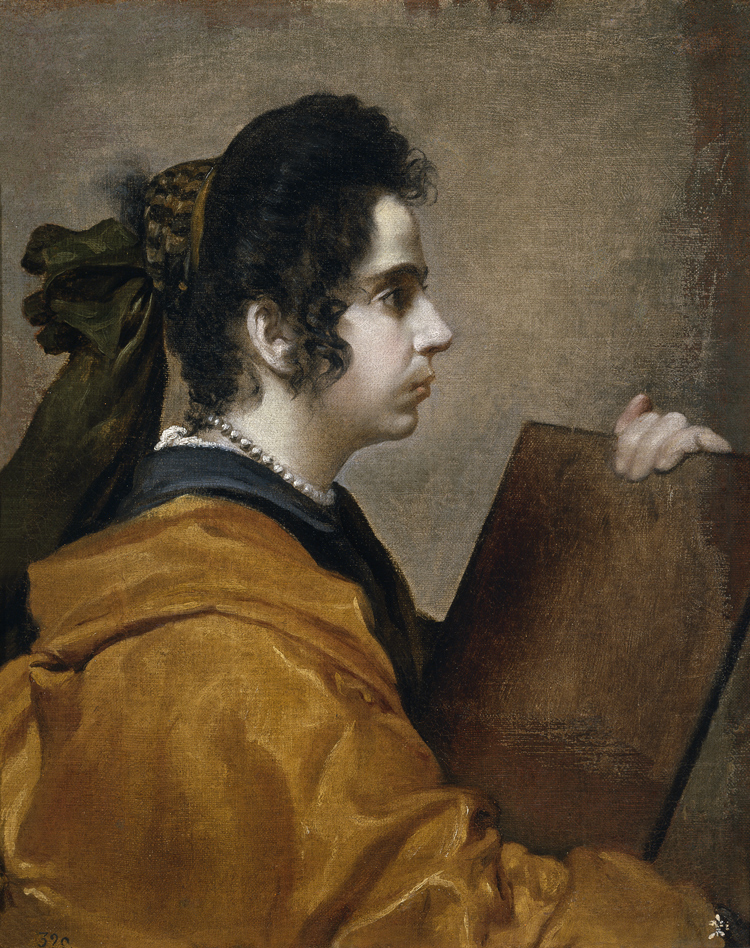
Juana Pacheco, soția artistului, ca sibilă (?), c. 1631. O reprezentare mai rigidă a unui portret similar. Această lucrare a fost foarte des pictată în secolul al XIX-lea, când au fost adăugate diverse elemente, precum bijuteriile. Pictura de deasupra a fost îndepărtată la începutul anilor 1920 când i-a fost atribuită lui Velázquez. Precum Sibilă cu Tabula Rasa se crede că nu a fost terminată.
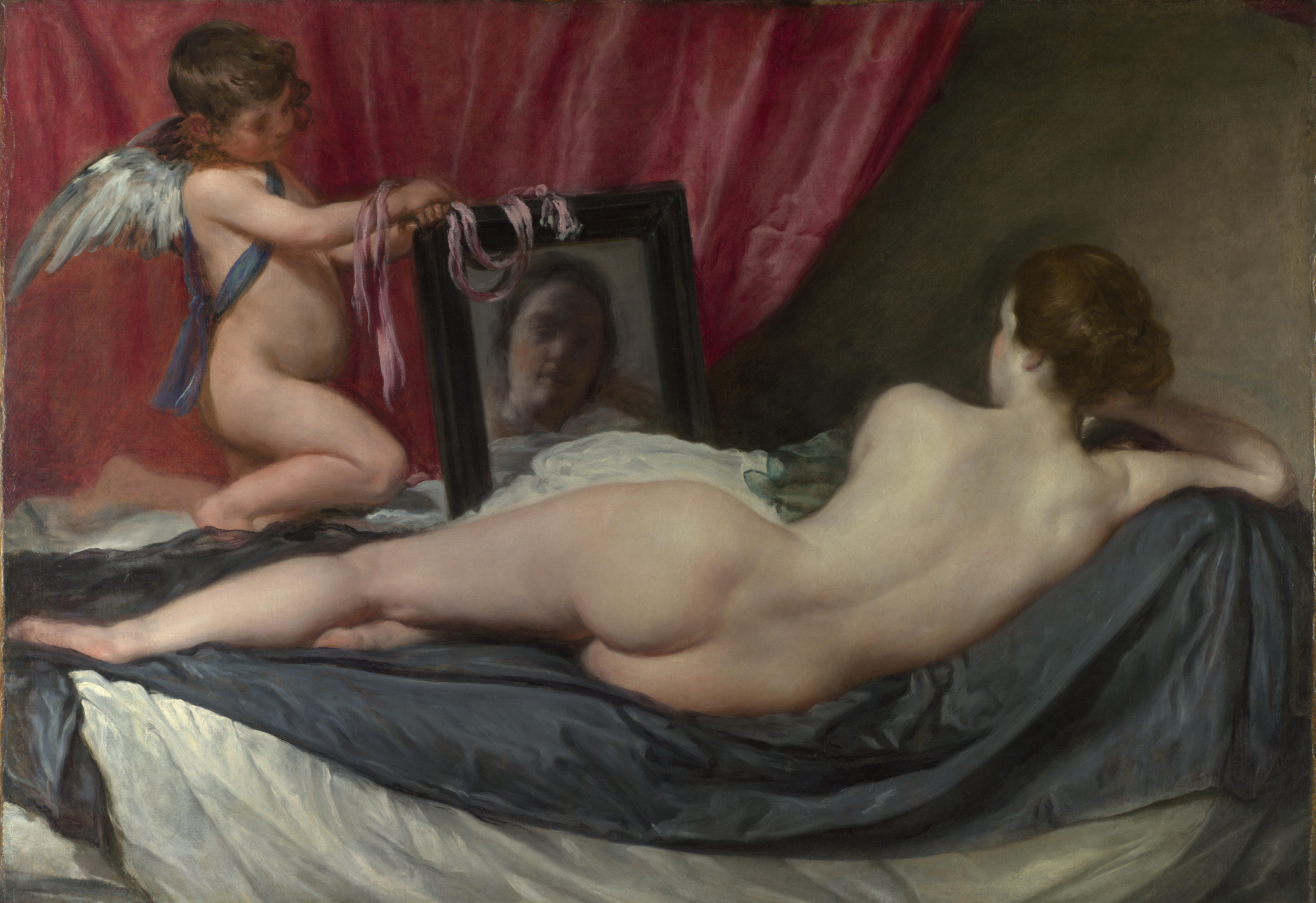
Rokeby Venus, c. 1647–51. Personaj feminin' data aproximativă este dată de asemănarea cu modul în care a fost folosită pensula.